# Tem mẫu
Tem mẫu, hay còn gọi là tem specimen, là loại tem đặc biệt dùng cho các cơ quan bưu chính, các nhà buôn tem để phân biệt giữa tem giả và tem thật. Tem mẫu thường được cơ quan bưu chính đóng, hoặc in đề, chữ specimen (tiếng Anh) lên trên mặt. Tem mẫu thường phát hành với số lượng ít và có giá cao hơn tem thông thường.